# Ventilatore USB

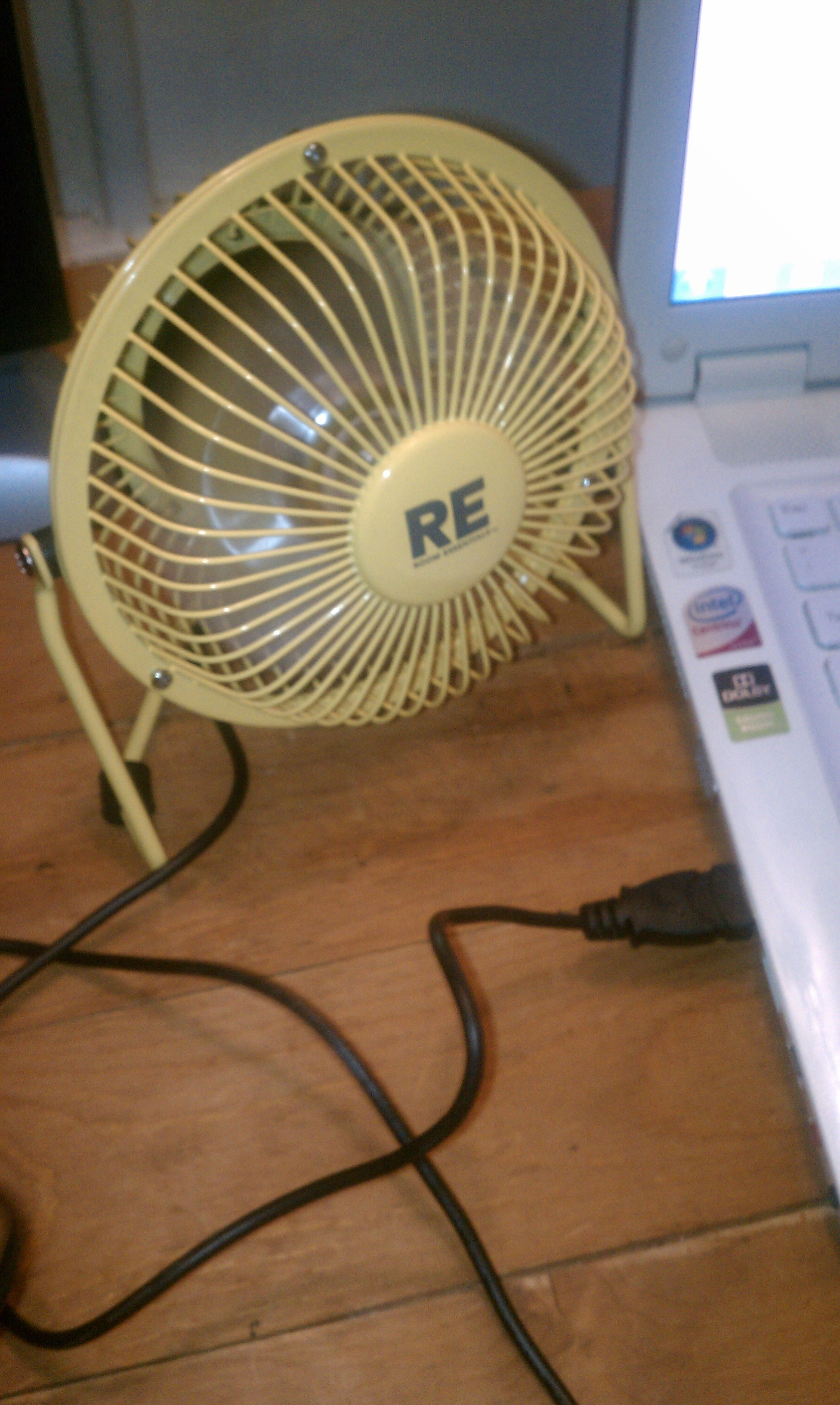
Un ventilatore USB

Viene definito ventilatore USB un ventilatore dotato di collegamento Universal Serial Bus collegabile ad un personal computer e con gli adattatori a qualsiasi dispositivo elettronico recente o direttamente un alimentatore USB da rete elettrica.
Ci sono modelli permettono di regolare la velocità, ci sono quelli con il pulsante che si illumina quando vengono accesi, ci sono quelli dotati di attacco USB per le periferiche come le chiavette USB, in alcuni vengono proiettate immagini come l'orologio quando questi sono in funzione, ci sono quelli dotati di una molletta per metterli in qualsiasi punto, ci sono quelli dotati di vaschetta per l'acqua che funzionano come i Condizionatore d'aria rinfrescando l'ambiente, ci sono quelli del tipo ventilatori senza pale, cioè non hanno la tradizionale elica e quindi l'aria viene soffiata fuori da una micro turbina, il flusso d'aria segue la direzione circolare dell'anello, sfruttando l'Effetto Coandă.

## Galleria d'immagini

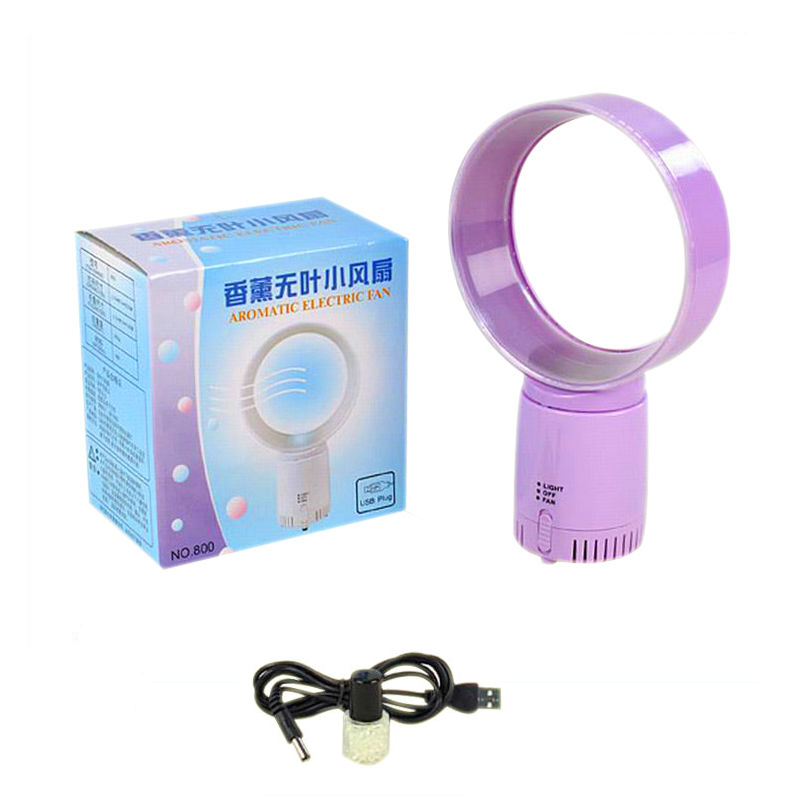
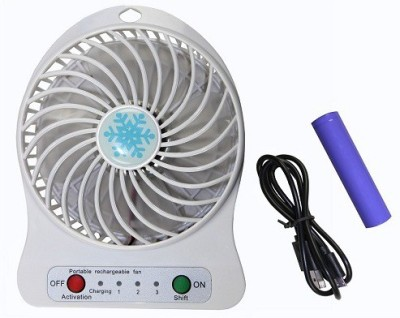
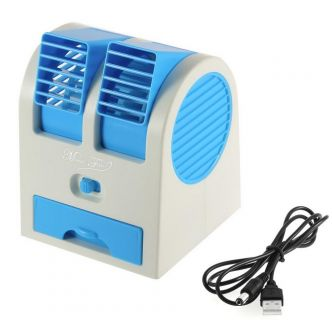
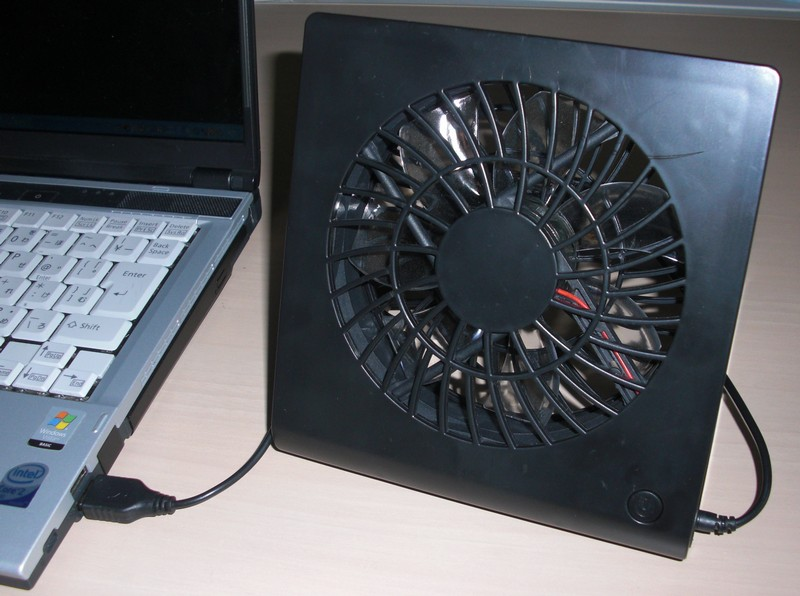
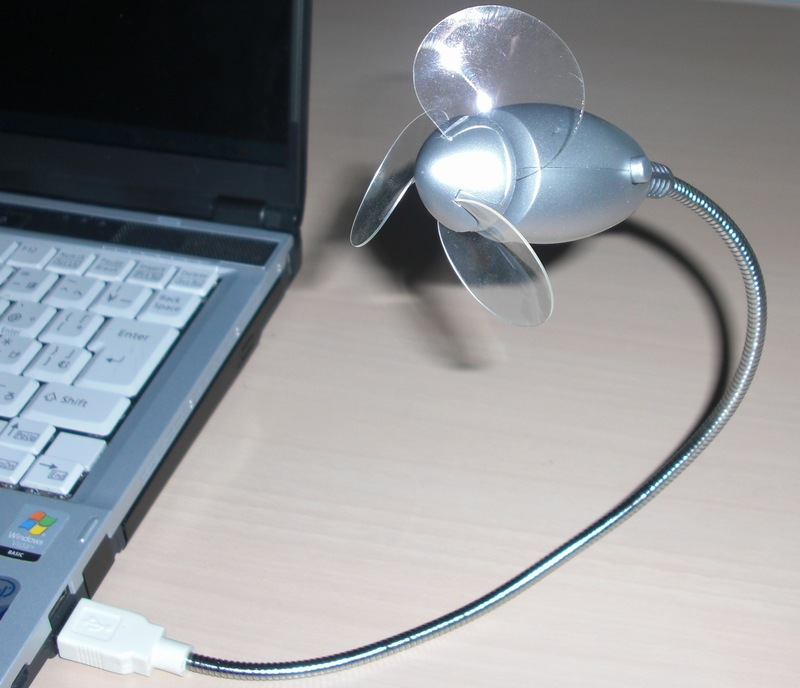
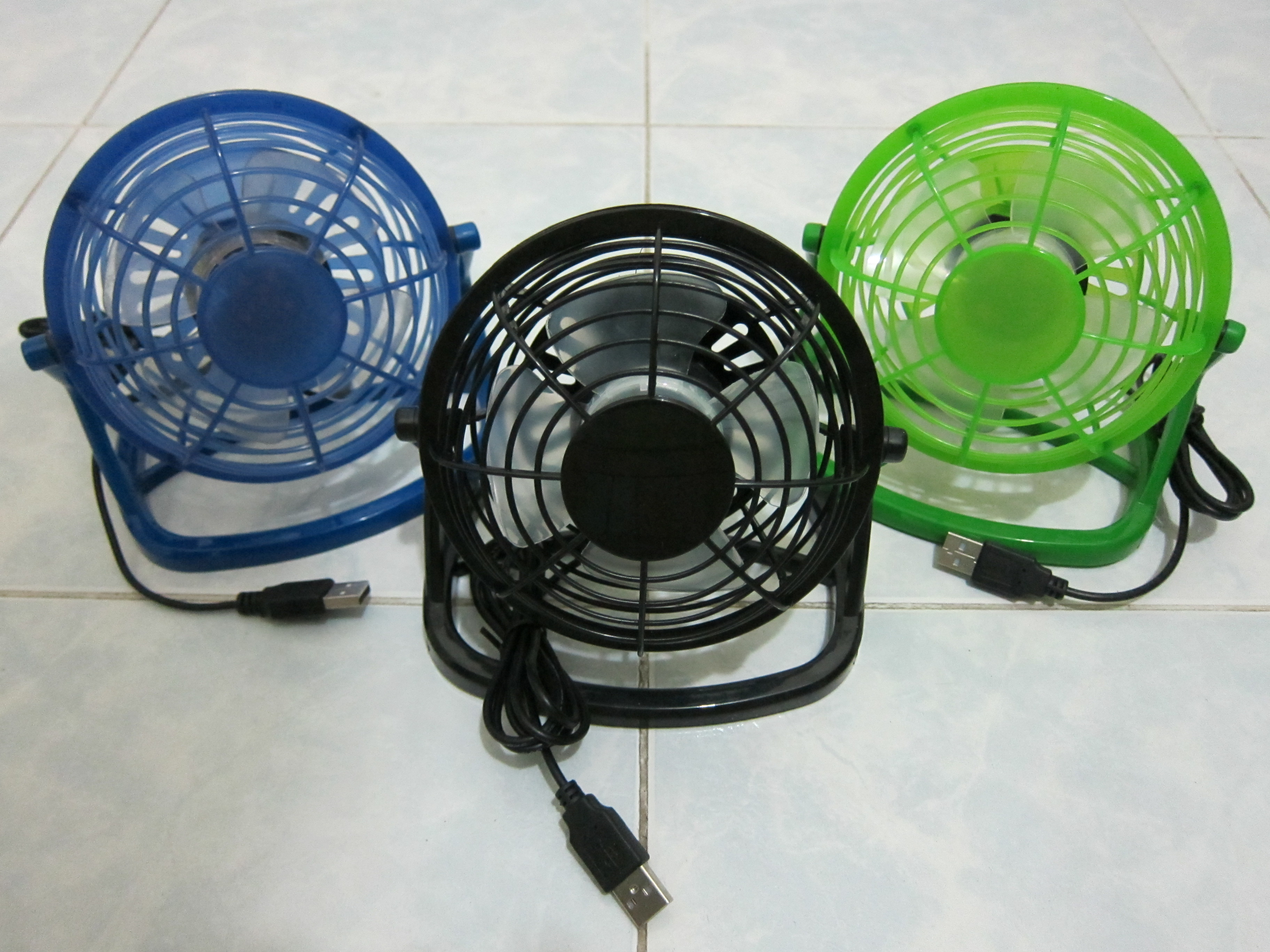
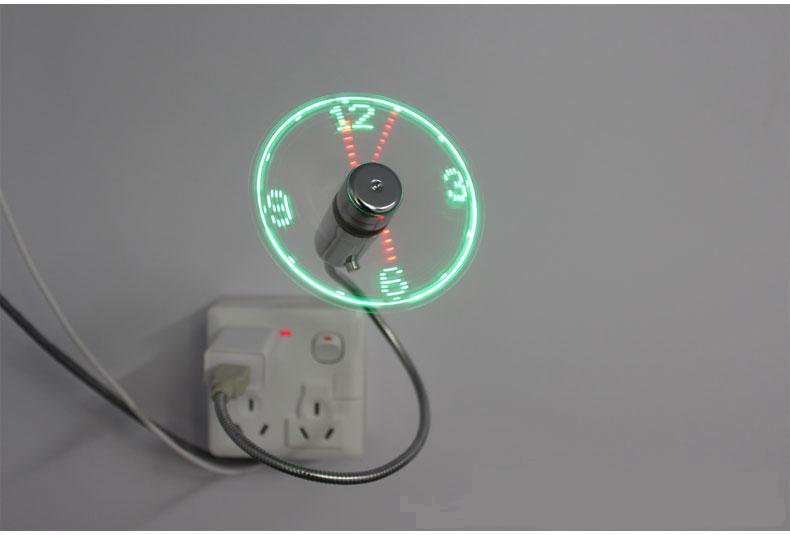